# Noble-Contrée
Noble-Contrée je obec ve švýcarském kantonu Valais. Leží v okrese Sierre v převážně frankofonní části kantonu. Žije zde  obyvatel.
Obec vznikla 1. ledna 2021 sloučením samostatných obcí Miège, Venthône a Veyras.